# كحل العين

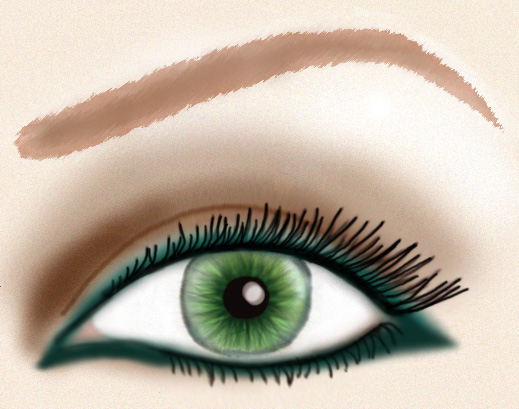
كحل على حافة العين بلون الأزرق المخضر الغامق

مُخطط العين أو كحل العين هو مستحضر تجميلي يستخدم لتحديد العينين. وهي طريقة تستخدم لإظهار جمال العين.

## تاريخ
تم استخدام محدد العيون لأول مرة في الهند القديمة ومصر القديمة وبلاد ما بين النهرين كخط أسود داكن حول العينين. في وقت مبكر من 10000 قبل الميلاد، كان المصريون وبلاد ما بين النهرين يرتدون محدد العيون ليس فقط من أجل الجمال ولكن لحماية البشرة من شمس الصحراء. وتكهنت الأبحاث أيضًا أنه تم ارتداء بطانة العين لحماية مرتديها من العين الشريرة. لقد تم تصوير خاصية العيون المبطنة بشكل متكرر في الفن المصري القديم. لقد أنتجوا محدد العيون باستخدام مجموعة متنوعة من المواد، بما في ذلك خام النحاس والأنتيمون. وكان الكحل المصري القديم يحتوي على نبات الجالينا الذي كان يتم استيراده من المناطق المجاورة في بلاد بونت والقبطي وغرب آسيا.

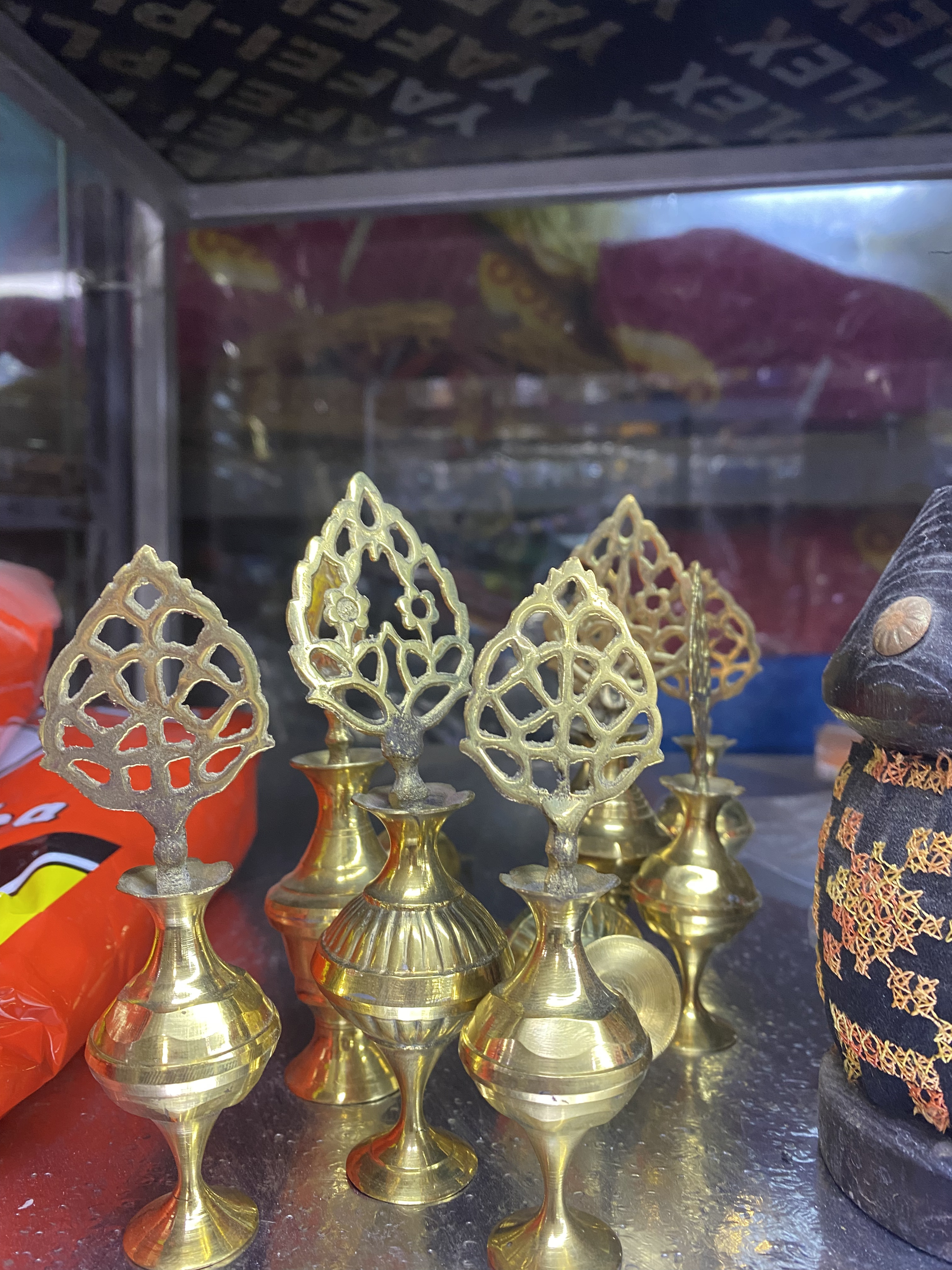
المكحلة: أداة مصنوعة من النحاس كانت تستخدم قديماً لتكحيل العيون. التقطت الصورة في متحف طراز، عمان- الأردن.

في ستينيات القرن العشرين، تم استخدام محدد العيون السائل لإنشاء خطوط سميكة باللونين الأسود والأبيض حول العينين في موضة المكياج المرتبطة بمصممين مثل ماري كوانت. شهدت الستينيات والسبعينيات أيضًا اتجاهات الموضة الجديدة التي استخدمت محدد العيون وظلال العيون والماسكارا بطرق جديدة. مع تطور الموضة القوطية والبانك، استخدموا محدد العيون للحصول على تأثير داكن ومثير.

## الاستخدام الحديث
في أواخر القرن العشرين وأوائل القرن الحادي والعشرين، ارتبط استخدام محدد العيون بكثرة بالأزياء القوطية والأزياء البانك. كما أصبح محدد العيون بدرجات متفاوتة من السمك مرتبطًا بثقافة الإيمو الفرعية وأنماط الحياة البديلة المختلفة. تم استخدام مصطلح "guyliner" بدلاً من ذلك لوصف الرجال الذين يرتدون محدد العيون وانتشر خلال ثقافة الإيمو الفرعية في أوائل العقد الأول من القرن الحادي والعشرين بفضل أعضاء فرق مثل Fall Out Boy وPanic! في الديسكو.